# Pont Theodor-Heuss
Le pont Theodor-Heuss est un pont routier (B40) qui traverse le Rhin entre Cassel, un quartier de Wiesbaden (sur la rive droite) et Mainz-Altstadt, la vieille ville de Mayence (sur la rive gauche). Il relie par là-même les lænder allemands de Hesse et de Rhénanie-Palatinat.

## Histoire

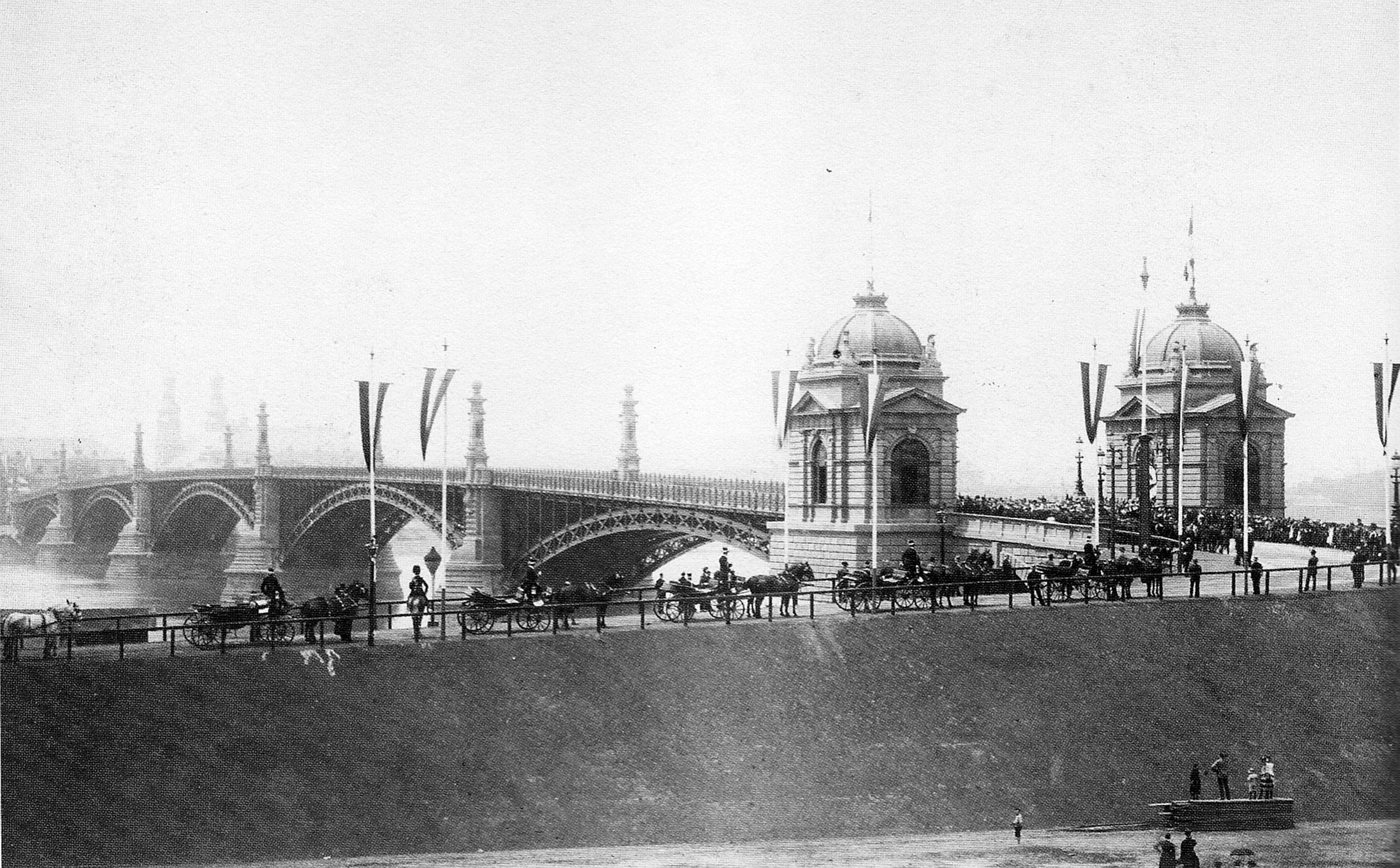
Inauguration du pont Theodor-Heuss en 1885.

Le pont sur le Rhin a été construit dans les années 1882-1885 par l'architecte-ingénieur Friedrich von Thiersch et Bernhard Bilfinger du bureau d'études Philipp Holzmann & Frères Benckiser. L'inauguration officielle a eu lieu le 30 mai 1885 à 11 heures, en présence du ministère des Finances de Grand-duché de Hesse.

### Élargissement auXXesiècle
La circulation y est très dense, et le pont a dû être élargi de chaque côté entre 1931 à 1934, pour atteindre l'élargissement de la chaussée de 13,80 m à 18,80 m. 
Les longueurs des travées sont 87,13 m - 98,96 m - 102,94 m - 98,96 m - 87,13 m.
Le 17 mars 1945, peu de temps avant que les troupes américaines soient arrivées dans la ville, des troupes allemandes ont fait sauter le pont intact qui enjambait le Rhin durant la phase finale de la Seconde Guerre mondiale en retraite, pour éviter un second Remagen.

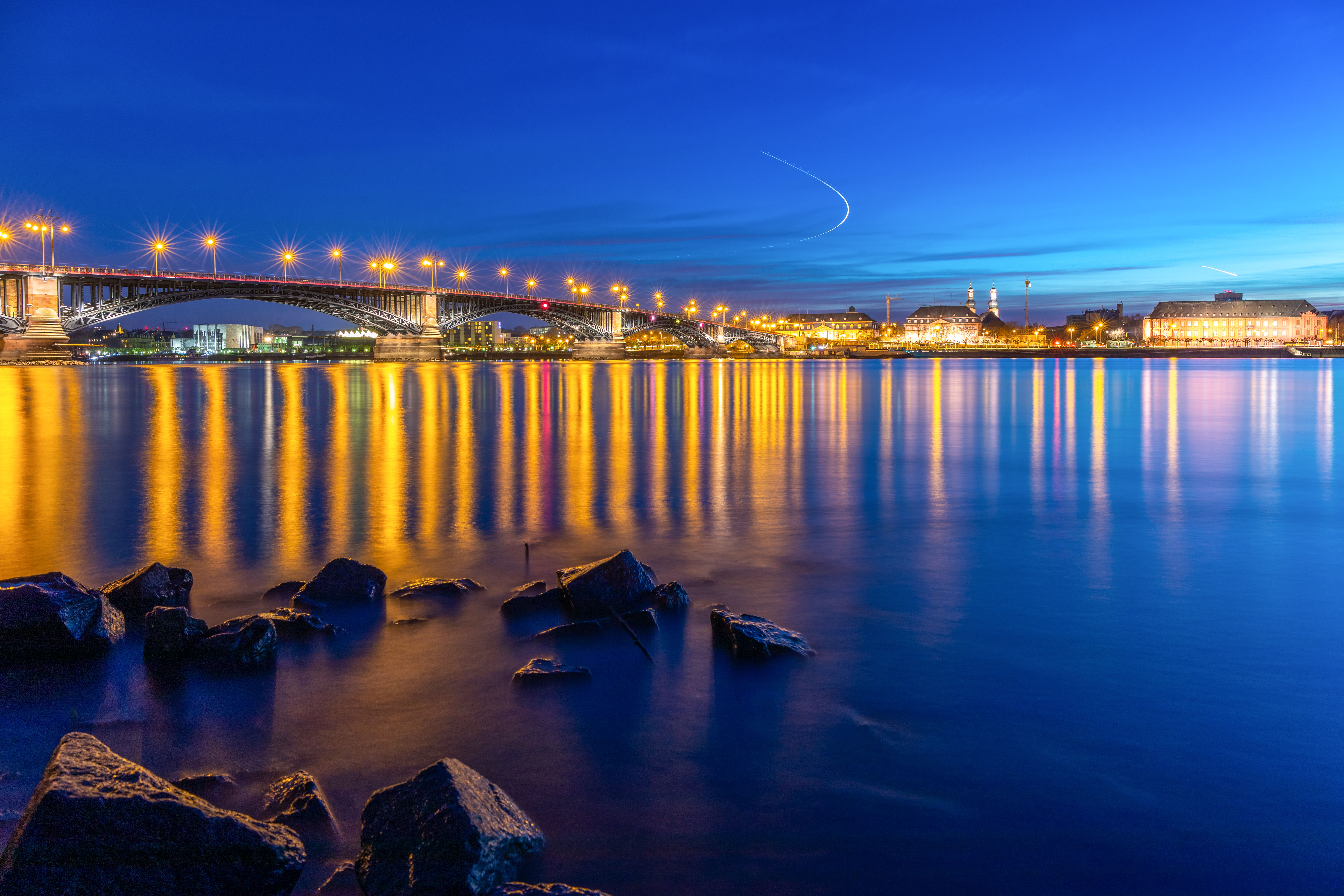
Le pont en soirée (2019).